# Zásobovací loď typu 903
Typ 903 (v kódu NATO třída Fuchi) je třída zásobovacích lodí Námořnictva Čínské lidové osvobozenecké armády. Třída vyvinuta na základě tankeru Similan, který byl v ČLR postaven pro Thajské královské námořnictvo.

## Stavba
Prototypová jednotka této třídy vstoupila do služby v dubnu 2004, přičemž do začátku roku 2019 do služby vstoupilo 8 plavidel této třídy. Plavidla staví loděnice Hudong-Zhonghua v Šanghaji (prototyp), Huangpu Shipyard v Kantonu (887, 889, 890) a Guangzhou Shipyard International (960).
Jednotky typu 903:
| Jméno                             | Verze    | Spuštěna         | Vstup do služby   | Status  |
| --------------------------------- | -------- | ---------------- | ----------------- | ------- |
| Čchien-tao-chu (886)              | typ 903  | březen 2003      | 23. dubna 2004    | aktivní |
| Wej-šan-chu (887)                 | typ 903  | 1. července 2003 | 18. dubna 2004    | aktivní |
| Tchaj-chu (889)                   | typ 903A | 22. března 2012  | 18. června 2013   | aktivní |
| Čchao-chu (890)                   | typ 903A | 7. května 2012   | 12. září 2013     | aktivní |
| Tung-pching-chu (902, ex 960)     | typ 903A | 30. května 2014  | 27. prosince 2015 | aktivní |
| Chung-chu (906, ex 963)           | typ 903A | 28. června 2015  | 15. července 2016 | aktivní |
| Luo-ma-chu (907, ex 964)          | typ 903A | 28. června 2015  | 15. července 2016 | aktivní |
| Kao-jou-chu (904, ex 966)         | typ 903A | 3. června 2014   | 29. ledna 2016    | aktivní |
| Kche-kche-si-li-chu (903, ex 968) | typ 903A | 18. května 2018  | březen 2019       | aktivní |

## Konstrukce

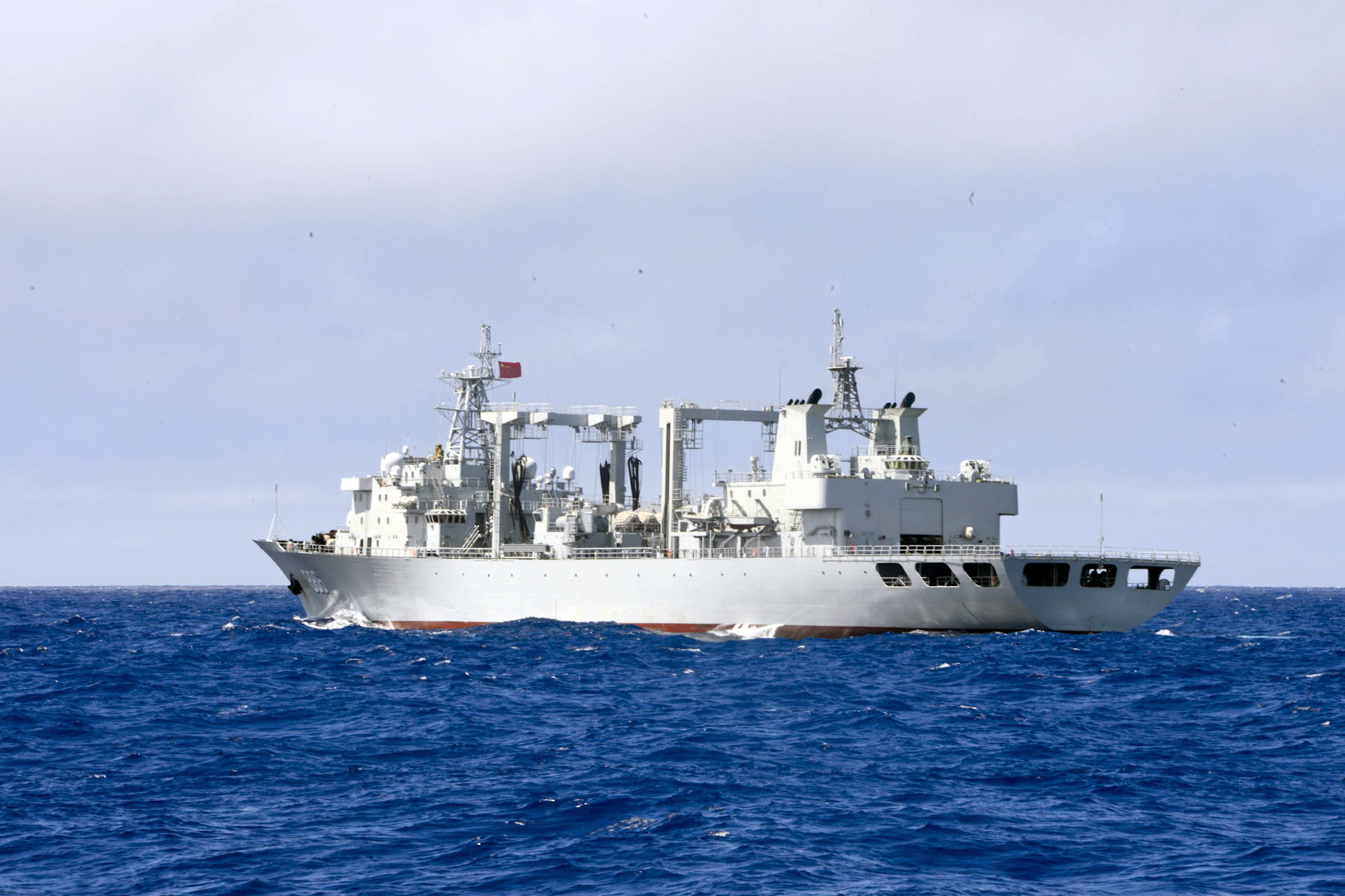
Čchien-tao-chu (886) během mezinárodního cvičení RIMPAC 2014

Posádku tvoří 157 osob, přičemž na palubě může být ubytováno dalších 26 osob (např. kadetů). Plavidla jsou vyzbrojeny čtyřmi 37mm dvoukanóny typu 76A. Kapacita nákladu činí 10 400 tun paliva, 250 tun pitné vody, 70 tun mazadel, 680 tun pevných zásob. K zásobování slouží dvě stanice pro palivo a další dvě pro pevné zásoby. Na zádi je přistávací plocha a hangár pro jeden vrtulník. Pohonný systém tvoří dva diesely SEMT-Pielstick 16PC2-6V400, každý o výkonu 12 000 bhp, pohánějící dva lodní šrouby. Nejvyšší rychlost dosahuje 20 uzlů. Dosah je 10 000 námořních mil při rychlosti 15 uzlů.